# Münchehofe (Müncheberg)
Münchehofe ist ein Ortsteil der Stadt Müncheberg im Landkreis Märkisch-Oderland im Land Brandenburg.

## Geografische Lage
Münchehofe liegt rund sechs Kilometer nördlich des Stadtzentrums von Müncheberg. Nord-nordöstlich liegt der Wohnplatz Eichendorfer Mühle, östlich der Ortsteil Hermersdorf, südöstlich der Ortsteil Obersdorf sowie westlich der Wohnplatz Alte Mühle. Auf der Gemarkung befinden sich drei unbenannte Gewässer; das Gelände fällt nach Westen zum Großen Klobichsee hin stark ab.

## Geschichte und Etymologie

### 13. bis 16. Jahrhundert

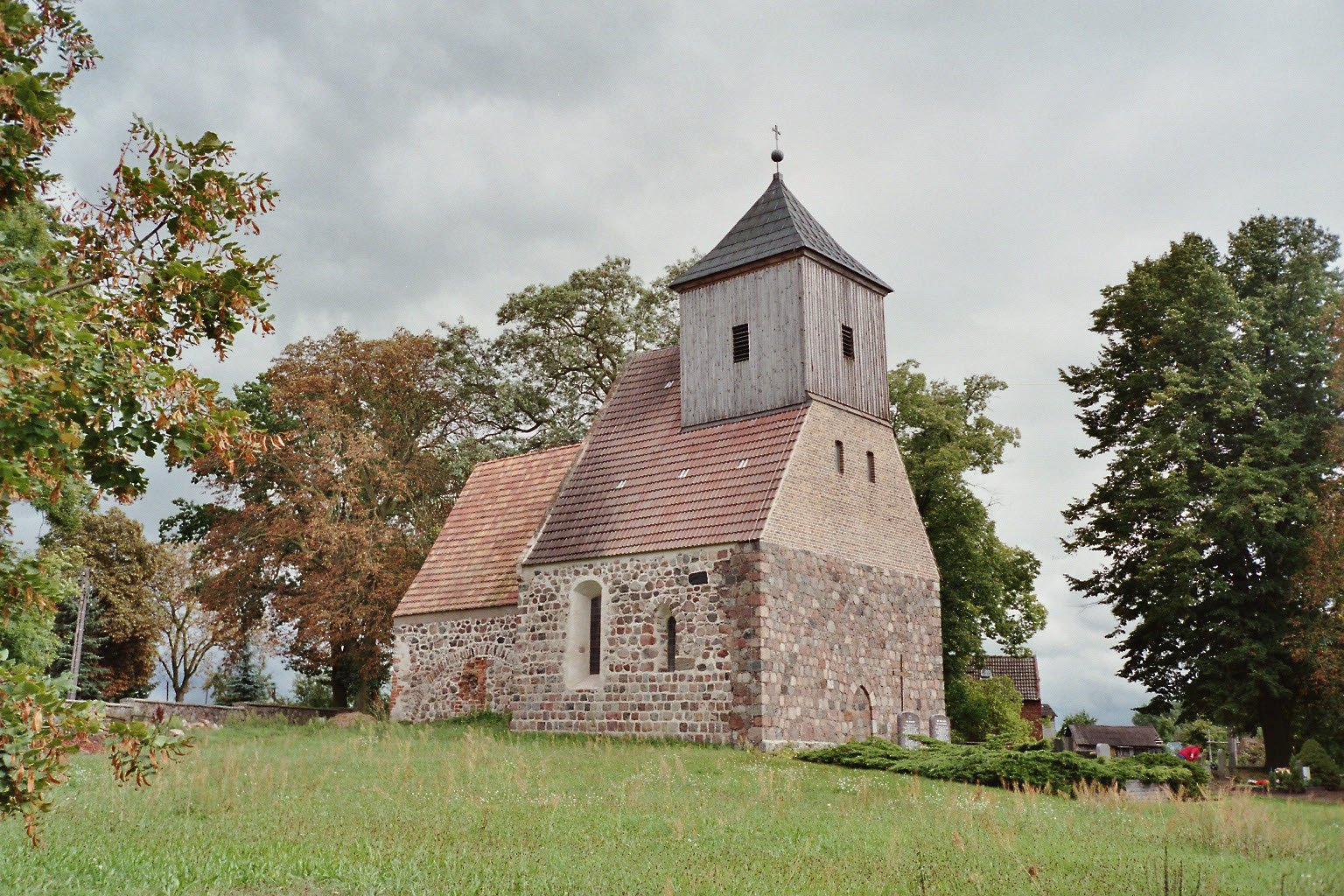
Dorfkirche Münchehofe

Herzog Heinrich I. hatte den Zisterziensermönchen aus dem Kloster Leubus sowie den Nonnen aus dem Kloster Trebnitz insgesamt 400 Hufen Land geschenkt. Die Zisterzienser nutzten das Geschenk, um in den Jahren 1232/1238 auf einer Fläche von 15 Hufen ein Vorwerk anzulegen. Kurz vor Heinrichs Tod erhielten die Mönche weitere 15 Hufen Acker und sechs Hufen Wiesen an der Stöbber und konnten so den Hof vergrößern. Er wurde von den benachbarten Bauern Mönchehof genannt. Ein Angerdorf mit Vorwerk erschien erstmals urkundlich im Jahr 1253 als ad curiam, villam que Curia uocatur. Nach Müncheberg ist Münchehof damit der zweitälteste Ortsteil der Stadt. Im gleichen Jahr wurde bereits die Alte Mühle erwähnt, die ab 1871 als Wohnplatz zur Gemeinde gehörte. Aus archäologischen Grabungen an einer Flugsanddüne sind jedoch bereits Siedlungsspuren aus der Steinzeit nachgewiesen. Im Jahr 1405 gelangte Monchehofe in den Besitz der Herrschaft Buckow mit „aller Herrlichkeit“ und verfügte über „zwei Mühlen, Weinberge, freien Schank, vier Freihufen und Freihäuser“ (1688). Das Dorf war mittlerweile 26 Hufen groß und wuchs auf 28 Hufen im Jahr 1460 in Monchehoüe an. Hiervon standen dem Pfarrer vier Hufen zu – ein Indiz, dass es im Ort bereits eine Dorfkirche gegeben haben muss. Der Richter hielt sieben Hufen, der Landschöppe war von Abgaben befreit. Weitere 18 Hufen mussten Zinsen bezahlen; es gab fünf Kossäten sowie einen weiteren Hof, der der Kirche zustand und somit ein weiteres Indiz für einen Sakralbau war. Dies korreliert mit einer Angabe im Dehio-Handbuch, die die Feldsteinkirche bereits in die zweite Hälfte des 13. Jahrhunderts verortet. Diese war 1405 wohl Mutterkirche. Die Bewohner zahlten im Jahr 1541 insgesamt 29 Rheinische Gulden (fl) 25 Groschen (gr) Landsteuer.

### 17. Jahrhundert
Im Jahr 1617 standen dem Pfarrer nur noch drei Hufen zu (ebenso 1624 und 1715). Für das Jahr 1624 ergeben sich aus einer Statistik für Monnickehawe insgesamt fünf Hufner, ein Müller mit einem Rad, ein Schäfer, drei Kossäten, ein Laufschmied, die Schäferknechte sowie ein Paar Hausleute, die in Summe 25 Hufen bewirtschafteten. Im Jahr 1628 gab es im Dorf einen Meierhof und eine Schäferei, der von drei Bauern und drei Kossäten bewirtschaftet wurde. Im Dreißigjährigen Krieg kam es zu erheblichen Verwüstungen im Dorf. Von den zehn Bauernhufen lagen vier wüst, von den drei Kossätenhöfen einer. Allerdings berichtete die Statistik 1633/1634 über einen Schäfer, einen Laufschmied, einen Hirten mit Vieh, einen Hammel- und Lämmerknecht sowie einen Metzmüller. Wenige Jahre später lagen die vier Bauernhöfe und drei Kossätenhöfe vollständig wüst (1641). Lediglich die Meierei und Schäferei war wohl noch besetzt: Dort wurden 8 Wispel Roggen, 8 Wispel Gerste, 1 Wispel Hafer und 12 Scheffel Erbsen ausgebracht. Hinzu kam ein Tierbestand von bis zu 600 Schafen und 12 Stück Vieh. Dreizehn Jahre später lagen die Bauernhöfe nach wie vor wüst und wurden von Frau von Zabeltitz genutzt. Es gab zwei Kossätenhöfe, einen Schäfer und einen Müller, der erst vor kurzem in das Dorf gekommen war. Im Jahr 1666 lagen zwölf Hufen wüst, drei waren besetzt, darunter ein Metzmüller. Erst in den Folgejahren muss es wieder gelungen sein, die Höfe zu besetzen: Im Jahr 1687 waren die 25 Bauernhufen sowie die drei Ganzkossäten wieder besetzt; hinzu kam ein Wassermüller. Um 1690 wurde Münchehofe zur Tochterkirche von Obersdorf (ebenso überliefert 1801, 1900).

### 18. Jahrhundert
Im Jahr 1711 lebten im Dorf drei Hufner, drei Kossäten sowie ein Schäfer. Der Meisterknecht war für bis zu 72 Schafe und der Hammelknecht für bis zu 48 Schafe verantwortlich. Für die 25 Hufen zahlten die Bewohner Abgaben in Höhe von je 5 gr. Dem Pfarrer standen im Jahr 1715 drei Pfarrhufen zu; im Pfarrgarten konnte er drei Scheffel Aussaat vornehmen. Hinzu kamen drei Hufen und Wiesen mit 3 Fudern Heu und Einkünfte in Höhe von 1 Wispel 2 Scheffel Korn. Der Küster erhielt 20 Scheffel Korn sowie von jedem Kossäten zwei Brote und vier Eier, vom Hof 30 Eier sowie von einem alten Müller weitere zehn Eier. Die Kirche besaß acht Morgen, die auf drei Felder verteilt waren. Eine Statistik aus dem Jahr 1734 weist für Münchehofe insgesamt fünf Kossäten, einen Müller, einen Schäfer und einen Hirten aus. Im Dorf lebten weiterhin neun Frauen, 16 große Söhne, fünf große Töchter, ein Sohn und drei Töchter unter 10 Jahren, 17 Knechte und sechs Mägde. Im Jahr 1745 wurde lediglich von sechs Kossäten und einem Vorwerk berichtet; 1772 von fünf Kossäten, einem Büdner und einem Müller. Zum Ende des 18. Jahrhunderts übernahm ein Pächter namens Senff die Güter in Sieversdorf, Obersdorf und Münchehofe sowie Garzin.

### 19. Jahrhundert
Im Jahr 1801 bestand Münchehofe aus einem Dorf mit Gut, in dem sechs Ganzkossäten, zwei Einlieger und ein Fischer wohnten. Sie bewirtschafteten 25 Bauernhufen und betrieben zehn Feuerstellen (=Haushalte). Eine Statistik aus dem Jahr 1816 berichtete von sieben spannfähigen bäuerlichen Nahrungen mit 1094 Mg Fläche. Sie waren durch die Preußischen Reformen zu eigenem Landbesitz gekommen. Zwei Jahre später bezeugt eine weitere Statistik ein „adeliges Dorf und Vorwerk“ mit nur noch neun Feuerstellen. In den folgenden Jahrzehnten veränderte sich nur wenig: Im Jahr 1825 gab es das einzeln liegende Vorwerk, sechs Halbkossäten, sechs Einlieger, einen Handwerker und eine ebenfalls einzeln liegende Wassermühle. Diese erschien ebenfalls in einer Statistik im Jahr 1831. Im Dorf arbeiteten zu dieser Zeit vier männliche und vier weibliche Dienstboten. Bis 1840 war Münchehofe auf zehn Wohngebäude angewachsen, während die sieben spannfähigen Bauern nur noch 738 Mg bewirtschafteten (1859). Die gesamte Fläche betrug 1862/1863 insgesamt 998,4 Mg, darunter 458,2 Mg Acker, 2 Mg Gärten, 7,3 Mg Wiese, 293,6 Mg Weide, 130,7 Mg Wald, 64,2 Mg Wasser, 34,8 Mg Wege, 0,8 Mg Flüsse und Bäche sowie 6,4 Mg Hofräume. Im Dorf mit Vorwerk standen neun Wohn-, ein gewerbliches und 15 steuerfreie Gebäude (1864). Im Jahr 1882 bestanden im Dorf drei Bauerngüter zwischen 100 Mg und 300 Mg Größe (zusammen 382 Mg), drei Kossätengüter zwischen 30 Mg und 100 Mg (zusammen 227 Mg) sowie eine Besitzung mit 2 Mg. Das Vorwerk war 2004 Mg groß.

### 20. und 21. Jahrhundert
Zur Jahrhundertwende war das Dorf 199 Hektar (ha) groß und bestand aus elf Häusern. Das Vorwerk war 512 ha groß und bestand aus zwei Häusern sowie einer Getreide- und Schneidemühle. Vorwerk und Gutsbezirk wurden 1928 mit der Gemeinde vereinigt; Münchehofe 1931 Landgemeinde mit dem Wohnplatz Alte Mühle. Auf der Gemarkung standen 27 Wohnhäuser mit 44 Haushaltungen auf einer Fläche von 692 ha. Acht Jahre später berichtete eine Statistik von einem land- und forstwirtschaftlichen Betrieb, der größer als 100 ha war, neun Betriebe zwischen 20 ha und 100 ha, zwei zwischen 10 ha und 20 ha sowie vier zwischen 0,5 ha und 5 ha.
Nach dem Zweiten Weltkrieg wurden im Rahmen der Bodenreform 231 ha enteignet, darunter 92,1 ha Acker, 9 ha Wiese, 107,2 ha Wald sowie 22,5 ha Ödland und Hoffläche. Davon erhielten vier Landarbeiter und landlose Bauern 32,6 ha. Weitere 14 ha gingen an drei landarme Bauern, 80,1 ha an sieben Umsiedler, 3,7 ha an einen Handwerker, 13,7 ha an zwei Arbeiter und Angestellte sowie 56,1 ha an die Gemeinde. Die Vereinigung der gegenseitigen Bauernhilfe (VdgB) erhielt 28,6 ha, die Schule 0,8 ha. Müncheberg bestand im Jahr 1950 aus der Gemeinde mit dem Wohnplatz Mühle Drei Eichen und wurde 1957 nach Oberdorf eingemeindet. Im Jahr 1953 gründete sich eine LPG vom Typ I mit 18 Mitgliedern und 132 Hektar landwirtschaftlicher Nutzfläche, die zehn Jahre später an die LPG Typ III Hermersdorf angeschlossen wurde. Im Jahr 1970 wurde Münchehofe ein Ortsteil von Hermersdorf-Obersdorf und mit Wirkung zum 31. März 2002 ein Ortsteil von Müncheberg.

## Bevölkerungsentwicklung
| Jahr      | 1734 | 1772 | 1791 | 1798 | 1801 | 1818 | 1840 | 1864 | 1871 | 1885               | 1895      | 1905      | 1925 | 1939 | 1946 |
| Einwohner | 65   | 64   | 53   | 83   | 82   | 70   | 96   | 103  | 97   | Dorf 50 und Gut 51 | 57 und 41 | 55 und 39 | 205  | 134  | 167  |

## Kultur und Sehenswürdigkeiten

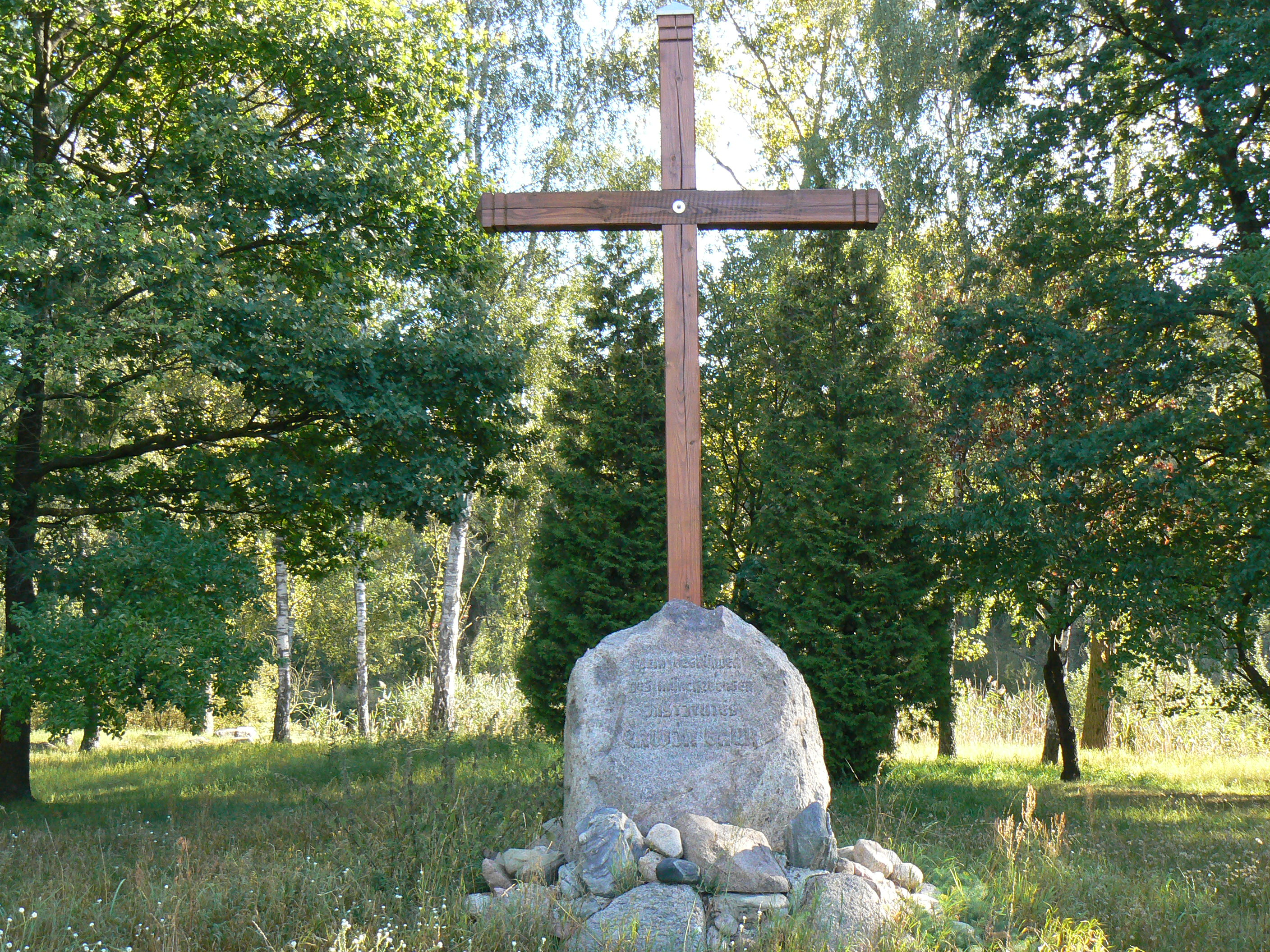
Grabstätte Baur

- Die Dorfkirche Münchehofe ist eine Feldsteinkirche aus der zweiten Hälfte des 13. Jahrhunderts, die mehrfach umgebaut wurde. Das ursprünglich zur Kirchenausstattung gehörende Altarretabel aus der Zeit um 1520 befindet sich im Dom St. Marien in Fürstenwalde/Spree.
- Auf dem Friedhof befindet sich die Grabstätte des 1933 verstorbenen Mediziners und Botanikers Erwin Baur.
- Flugsanddüne in der Nähe der historischen Wassermühle von 1253
- Naturschutzgebiet Klobichsee
- Gedenkstätte für die Gefallenen der Weltkriege
- Durch den Ort führen zahlreiche Wanderwege, u. a. durch das Naturschutzgebiet und in das Tal der Stöbber
- Freizeit- und Erholungsverein Klobichsee